# Raionul Hmelnîțkîi, Hmelnîțkîi
Hmelnîțkîi (în ucraineană Хмельницький район, transliterat: Hmelnîțkîi raion) este un raion în regiunea Hmelnîțkîi, Ucraina. Are reședința la Hmelnîțkîi.
Are o suprafață de 10.755,8 km². Populația este de 687.000 locuitori, determinată în 2020.